# 얼룩얼굴타마린
얼룩얼굴타마린(Saguinus inustus)은 신세계원숭이에 속하는 타마린의 일종이다. 남아메리카의 브라질과 콜롬비아에서 발견된다.